# Cikembar
Cikembar is een bestuurslaag in het regentschap Sukabumi van de provincie West-Java, Indonesië. Cikembar telt 11.837 inwoners (volkstelling 2010).